# Politique de rigueur
Pour les articles homonymes, voir Rigueur et Austérité.
 (juillet 2015).
 (mai 2020).
Si vous disposez d'ouvrages ou d'articles de référence ou si vous connaissez des sites web de qualité traitant du thème abordé ici, merci de compléter l'article en donnant les références utiles à sa vérifiabilité et en les liant à la section « Notes et références ».
 (mars 2024).
Une politique de rigueur ou politique d'austérité désigne une politique économique de réduction importante des déficits publics et de stabilisation de la dette publique, mise en œuvre au moyen de coupes budgétaires, de hausses d’impôts, ou des deux,. Plus précisément, ce que les économistes entendent généralement par « austérité », c’est une réduction du « déficit structurel » de l’État, c’est-à‑dire en faisant abstraction des effets du cycle économique.

## Concept
Les mesures de rigueur ou d'austérité sont souvent mises en place lorsque l'État se trouve dans une situation difficile pour payer ses dépenses de fonctionnement ou rembourser ses dettes. Afin de pallier les risques d'insolvabilité des États, les établissements financiers sont conduits à exiger des taux d'intérêt plus élevés, qui rendent le remboursement des dettes plus compliqué encore. Dans ce cas, le Fonds Monétaire International peut jouer le rôle de prêteur en dernier ressort en échange de mesures d'austérité souvent accompagnées d'ajustements structurels. Cela fut par exemple le cas au Sénégal.
Les objectifs d'une politique de rigueur sont multiples. Elles permettent d'éviter l'accumulation de déficits publics non soutenables (c'est-à-dire qui augmenteraient une endettement public déjà trop élevé). Elles servent également à freiner l'inflation qui, trop élevée, perturbe le bon fonctionnement économique et réduit le pouvoir d'achat. Enfin, elles permettraient de limiter le sur-investissement et les bulles spéculatives.
Sur le moyen et long terme, la restauration des comptes publics et de la balance des paiements favorisent la confiance dans l'économie, la stabilité du taux de change, et augmentent l'investissement et les flux d'IDE (entrée de capitaux étrangers). À terme, la compétitivité économique est améliorée et donc la quantité d'emplois dans l’économie (en particulier dans le secteur privé) est plus élevée. Cependant, une politique de rigueur ou d'austérité mal calibrée peut provoquer à un ralentissement de l’activité économique.
Les politiques de rigueur s'opposent aux politiques de relance.

## Mise en place

### Politique budgétaire austéritaire
Les pouvoirs publics peuvent utiliser plusieurs leviers pour mettre en place une politique de rigueur, en fonction des priorités de l'action publique et la cause des problèmes à résoudre. Une inflation par les coûts ne peut par exemple pas se traiter de la même manière qu'une inflation par la demande publique. 
Le gouvernement peut agir par la politique budgétaire et fiscale. Dans ce cas, il met en œuvre une réduction des déficits voire mise en place d'un excédent ; réduction de dépenses et augmentation de certains impôts. Alberto Alesina et ses collègues (2017) montrent qu'une réduction de l'endettement public par une politique d'austérité basée sur la réduction des dépenses publiques a un effet négatif limité sur le PIB, tandis qu'une politique d'austérité basée sur l'augmentation des impôts a un effet négatif fort.
Une offre intérieure (c'est-à-dire la production des entreprises sur le territoire national) qui ne parvient pas à satisfaire la demande intérieure est source d'inflation et de déséquilibre de la balance des paiements (hausse des importations). Afin de réduire le déséquilibre, une politique de rigueur encouragera l'augmentation des capacités de production par une « politique de l'offre », et parallèlement pourra freiner à court terme la croissance des salaires.
L'État peut intervenir sur les salaires des ménages ; en bloquant l'évolution des salaires des fonctionnaires (qui représentent 23 % des emplois en France), et des salariés des entreprises publiques (s'il y en a) ou enfin l'évolution des minima sociaux, l'État permettra une baisse temporaire de la demande globale de consommation de la part des ménages.
Le freinage de la demande et donc de la consommation provoquera à court terme une diminution du taux de croissance du PIB : c’est le « prix à payer » pour accroître le taux de croissance de long terme.

### Politique monétaire austéritaire
La politique monétaire (principalement augmentation des taux directeurs, augmentation du taux de réserves obligatoires des établissements financiers) permet de restreindre l'investissement et d’éviter les bulles spéculatives. Cet instrument-ci est souvent une prérogative de la banque centrale, si elle est indépendante du gouvernement. Dans ce cas, il peut arriver que la politique économique soit contradictoire, le gouvernement menant une politique expansionniste par exemple à des fins électoralistes (court-termisme) alors que la banque centrale conduit une politique de rigueur.

## Histoire

### Après la Première guerre mondiale
En 1930, le chancelier allemand Heinrich Brüning instaure une politique d'austérité mêlant réduction des dépenses publiques et augmentation des impôts. Des économistes ont établi une corrélation entre les décisions économiques et la montée du nazisme. Si les plus pauvres ont au contraire plutôt voté communiste lors des élections de 1930 et 1932, la bourgeoisie et une partie des classes moyennes se sont portées vers les nazis : « Selon la façon dont nous mesurons l'austérité et selon les élections analysées, chaque écart-type d'1 % en termes d'augmentation de l'austérité est associé à une augmentation de 2 % à 5 % de la part de vote pour les nazis ».

### Durant les Trente glorieuses
Lors de la situation de crise de la France en 1958, Charles de Gaulle revenant au pouvoir, établira une politique de rigueur, déclarant :

« Avec mon gouvernement, j'ai donc pris la décision de mettre nos affaires en ordre réellement et profondément. Le budget en est l'occasion, peut-être ultime, très bonne en tout cas. Nous avons adopté et, demain, nous appliquerons tout un ensemble de mesures financières, économiques, sociales, qui établit la nation sur une base de vérité et de sévérité, la seule qui puisse lui permettre de bâtir sa prospérité. Je ne cache pas que notre pays va se trouver quelque temps à l'épreuve. Mais le rétablissement visé est tel qu'il peut nous payer de tout. »

### Sous Valéry Giscard d'Estaing et François Mitterrand
En France, des politiques de rigueur permettant de maîtriser l’inflation provoquée par les chocs pétroliers eurent lieu sous les gouvernements Raymond Barre. Ils viennent s'opposer à la politique de relance initiée par Jacques Chirac lorsqu'il était lui-même Premier ministre (voir la relance Chirac).
Les politiques annoncées par le « programme commun » sont mises en place au début du premier septennat de François Mitterrand. Malgré un doublement du taux de croissance, le chômage continue à augmenter et le déficit de l’État se creuse considérablement. Après des débats au sommet de l’État, le président décide d'un « tournant de la rigueur », qui consacre un ralentissement de l'accroissement des dépenses.

### Sous François Fillon
Le premier ministre François Fillon annonce le 6 mai 2010 un programme de maîtrise de la dépense publique et de réduction des déficits.

### Crise de la dette publique
La crise de la dette souveraine de 2010 (Grèce, Portugal, Espagne, etc.) a mis en lumière les limites de l’intégration européenne en matière monétaire, et suscité un renouveau du débat économique opposant partisans de la relance financée par la dette publique et partisans d'une politique de rigueur — favorables au désendettement des États, des entreprises et des ménages,.
La politique austéritaire menée en zone euro à partir de 2010 (réduction des déficits structurels alors que l'écart de production était encore élevé) a conduit à une nouvelle récession à partir de 2011.
À terme, selon le centre de recherche économique World Pensions Council (WPC), le retour à l’orthodoxie financière prôné par le gouvernement allemand et la BCE et la politique de rigueur généralisée qui en découle nécessiteront une révision du traité de Lisbonne, car ils pourraient avoir pour conséquence de réduire les prérogatives budgétaires et fiscales des États-membres au-delà des dispositions du traité dans sa forme actuelle.

## Effets des politiques d'austérité

### Effets sur la croissance économique
Il existe une différence importante et statistiquement significative entre les effets sur la croissance économique des plans d’austérité fondés sur la réduction des dépenses publiques (Expenditures Based - EB) et ceux basés sur la hausse des impôts (Tax Based -TB),. Entre 1978 et 2014, sur la base de politiques d'austérité menées dans 16 pays de l'OCDE, on trouve que: 
- En moyenne, un plan EB représentant 1 % du PIB entraîne seulement un léger ralentissement de la croissance : une perte d’environ 0,5 point de pourcentage sur moins de deux ans. Lorsqu’un tel plan est mis en œuvre hors récession, il n’a même pas de coût en termes de croissance. Certains plans EB ont même été « expansionnistes » : l’austérité s’est accompagnée d’une hausse immédiate de la croissance, comme en Autriche, Irlande et Danemark dans les années 1980, ou en Espagne et au Canada dans les années 1990[17].
- À l’inverse, un plan TB de 1 % du PIB provoque en moyenne une baisse de 2 % du PIB, avec des effets récessionnistes importants et durables sur plusieurs années[17].
- Les réductions des prestations sociales (transferts) entraînent des ralentissements modérés et de courte durée, car elles sont perçues comme permanentes, réduisant les anticipations de hausse d’impôts[17].
- L’investissement privé réagit positivement aux plans EB mais négativement aux plans TB, conformément à l’évolution de la confiance des entreprises. En revanche, la consommation et les exportations nettes varient peu selon le type de plan[17].
- Après la crise financière, les épisodes d’austérité, souvent lancés en période de récession, confirment cette asymétrie : les pays ayant opté pour des hausses d’impôts (TB) ont subi des récessions plus sévères que ceux qui ont réduit leurs dépenses (EB). Par exemple, le Royaume-Uni et l’Irlande ont obtenu de meilleurs résultats que prévu grâce à des plans EB[17].
- Enfin, il reste difficile de déterminer si une consolidation budgétaire est plus coûteuse lorsqu’elle débute en période de ralentissement, mais la différence d’impact entre plans EB et TB reste solide, sauf en situation de taux d’intérêt proches de zéro, où les données sont encore insuffisantes pour trancher[17].

En définitive, les plans d’austérité fondés sur la réduction des dépenses sont nettement moins coûteux que ceux basés sur la hausse des impôts. Les premiers ont, en moyenne, un impact quasi nul sur la croissance et permettent de réduire le ratio dette/PIB, tandis que les seconds produisent l’effet inverse et provoquent des récessions importantes et durables. Spécifiquement, dans le cas des pays européens ayant mené des politiques d'austérité entre 2009 et 2013, celles basées sur des réductions de dépenses ont entraîné beaucoup moins de pertes de croissance économique que celles fondés sur des hausses d’impôts.

### Effets sur les résultats électoraux
En observant les effets des politiques d'austérité menées entre 1978 et 2014 dans 16 pays de l'OCDE sur les résultats aux élections, une étude d'Alberto Alesina souligne l’importance du comment (c’est-à‑dire si l’austérité repose sur des hausses d’impôts ou sur des réductions de dépenses) et du qui (autrement dit, si elle est mise en œuvre par un gouvernement de gauche ou de droite). Le principal enseignement est que l’austérité fondée sur la hausse des impôts entraîne un coût électoral élevé : un plan équivalant à 1 % du PIB financé principalement par des impôts réduit en moyenne de 7 % la part des voix du parti au pouvoir. En revanche, une austérité centrée sur les dépenses pénalise les gouvernements de gauche mais peut profiter aux gouvernements de droite.

## Critiques et débats

### Caractère nocif des règles budgétaires austéritaires
Le Conseil d'analyse économique soutient, dans une note d'avril 2021, qu'un respect zélé de la règle des 3 % de déficit immédiatement après la fin de la crise économique due à la Covid-19 « pourrait contraindre à l’excès les politiques budgétaires dans un contexte dans lequel elles peuvent être appelées à jouer durablement un rôle de soutien ».

### Austérité et perte de croissance
Les politiques sont d'autant plus débattues que, dans le cas où le multiplicateur keynésien est positif, la réduction des dépenses publiques a pour effet d'accroître la récession qu'il s'agissait de combattre. J. Bradford DeLong et Lawrence Summers montrent en 2012 qu'une politique budgétaire expansionniste peut, dans certains cas, permettre de réduire la dette publique à long terme, car la relance peut avoir un impact sur la productivité des agents économiques si elle est bien calibrée.
Certains économistes soulignent que la réduction des dépenses publiques dans le but d'un assainissement des finances publiques conduit à supprimer des dispositifs de protection sociale ou des services publics, dont la suppression finit par coûter plus cher encore lorsqu'une catastrophe (climatique, économique) survient et que la puissance publique est désemparée face à elle.